# Coresia

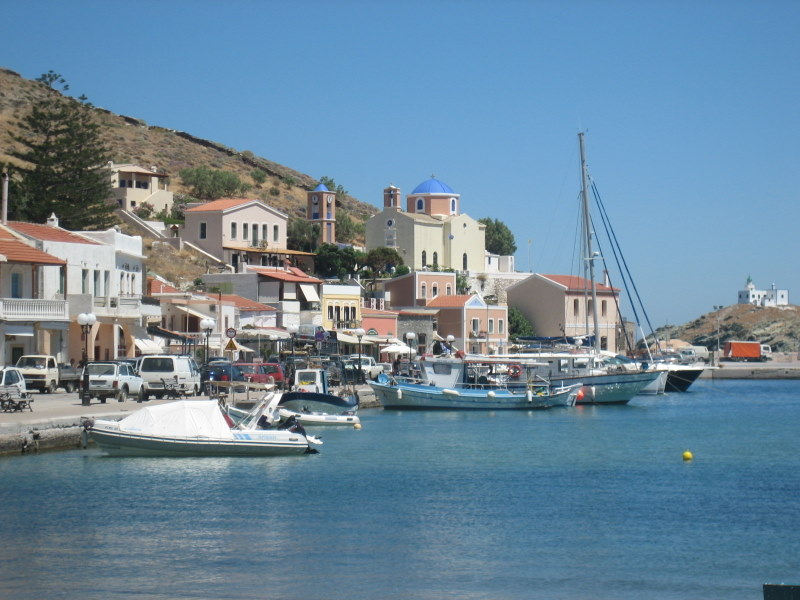
Vista de Coresia

Coresia (en griego, Κορησσίας) es el nombre de una comunidad y localidad griega de la isla de Ceos. En el año 2011 la población de la comunidad era de 1049 habitantes mientras la localidad tenía 711.

## Historia
Estrabón la menciona como una de las cuatro ciudades de la isla, junto con Peesa, Cartea y Yulis. Hasta el siglo III a. C. era independiente pero posteriormente Coresia se incorporó al territorio de Yulis, ciudad de la que fue su puerto. Cerca de la ciudad se hallaba un santuario de Apolo Esmínteo, del que se han hallado restos bajo la iglesia de Agios Sideros. El geógrafo menciona que cerca de Coresia se hallaba el río Helixo.